# Cubo Bedlam
Il cubo Bedlam è un rompicapo inventato da Bruce Bedlam.

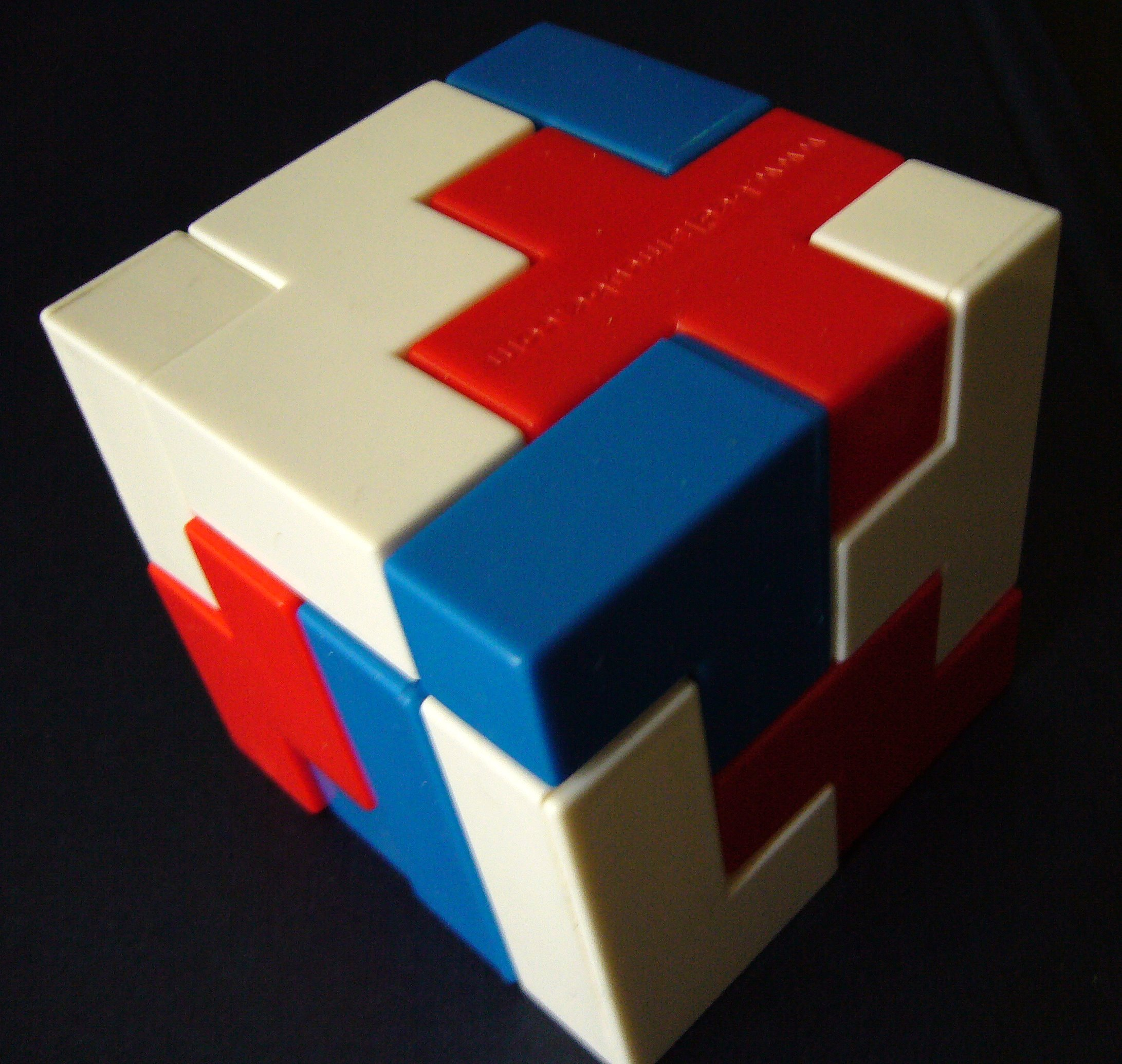
Cubo Bedlam

Il puzzle è composto da tredici pezzi policubici: dodici pentacubi e un tetracubo. L'obiettivo è quello di assemblare questi pezzi in un cubo 4 x 4 x 4. Ci sono 19.186 modi distinti per risolverlo.
Il cubo Bedlam è un'unità per lato più grande del cubo Soma 3 x 3 x 3 ed è molto più difficile da risolvere.